# 43414 Sfair
43414 Sfair este o planetă minoră (asteroid) din centura de asteroizi. A fost descoperită pe 25 noiembrie 2000 la Stația Anderson Mesa de Lowell Observatory Near-Earth-Object Search și a fost numită după Rafael Sfair⁠(d). 
Obiectul prezintă o orbită caracterizată de o semiaxă mare de 2,260631962313 UAi, o excentricitate de 0,16680676976533, o înclinație de 4,0906363944526 ° în raport cu ecliptica.